# 6 Horas de São Paulo

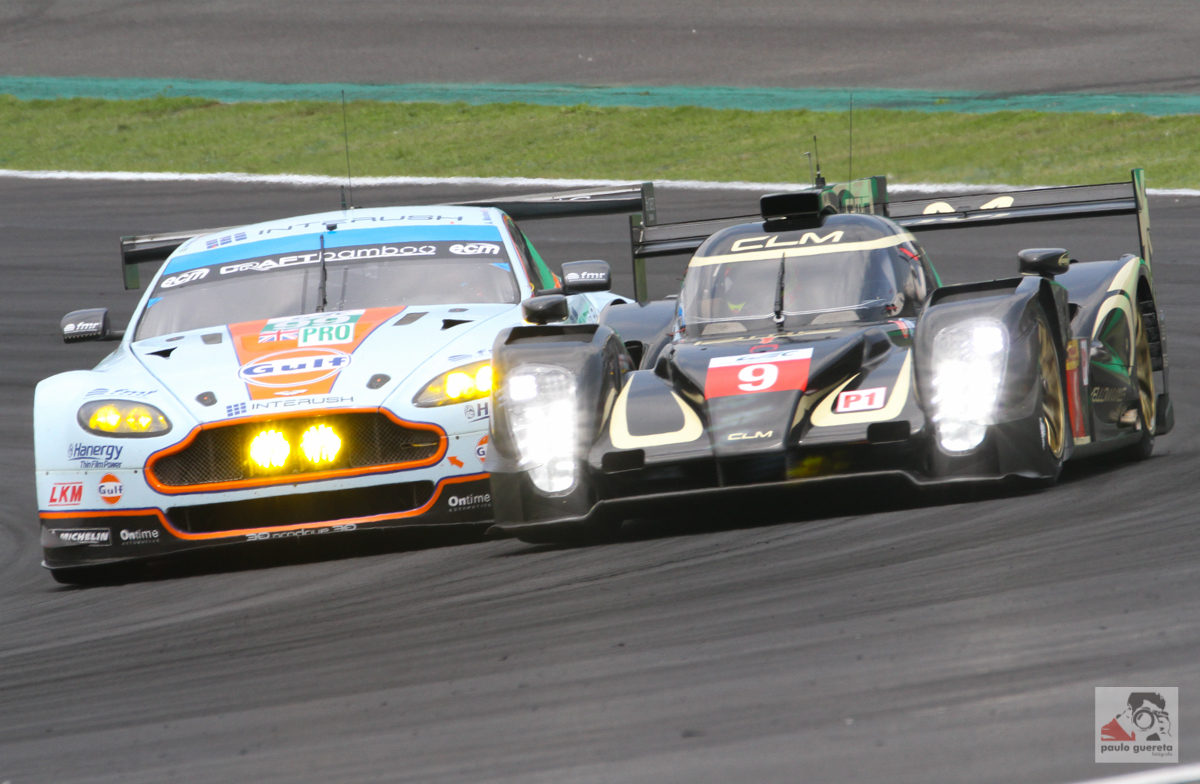
6 Horas de Sao Paulo 2014

Las 6 Horas de São Paulo es una carrera de sport prototipos y gran turismos que se realiza en el Autódromo José Carlos Pace en São Paulo, Brasil como parte del Campeonato Mundial de Resistencia de la FIA.
Se celebró por primera vez el 15 de septiembre de 2012 como la quinta ronda del campeonato 2012. La carrera se interrumpió para el año 2015, ya que los edificios de paddock de Interlagos estaban siendo renovados y no se pudo asegurar una fecha adecuada. La carrera fue parte del calendario inicial de la temporada 2019-20, pero finalmente se canceló. La prueba se realizó nuevamente en 2024.

## Resultados
| Año  | Pilotos                                       | Automóvil               | Escudería             | Campeonato                                  |
| ---- | --------------------------------------------- | ----------------------- | --------------------- | ------------------------------------------- |
| 2012 | Alexander Wurz Nicolas Lapierre               | Toyota TS030 Hybrid     | Toyota Racing         | Campeonato Mundial de Resistencia de la FIA |
| 2013 | André Lotterer Marcel Fässler Benoît Tréluyer | Audi R18 e-tron quattro | Audi Sport Team Joest | Campeonato Mundial de Resistencia de la FIA |
| 2014 | Marc Lieb Neel Jani Romain Dumas              | Porsche 919 Hybrid      | Porsche Team          | Campeonato Mundial de Resistencia de la FIA |
| 2024 | Sébastien Buemi Brendon Hartley Ryō Hirakawa  | Toyota GR010 Hybrid     | Toyota Racing         | Campeonato Mundial de Resistencia de la FIA |

## Estadísticas

### Constructores con más títulos
| Núm. | Constructor | Victorias | Años       |
| ---- | ----------- | --------- | ---------- |
| 1    | Toyota      | 2         | 2012, 2024 |
| 2    | Audi        | 1         | 2013       |
| 2    | Porsche     | 1         | 2014       |